# Колумбия на летних Олимпийских играх 1976
Колумбия принимала участие в Летних Олимпийских играх 1976 года в Монреале (Канада) в девятый раз за свою историю, но не завоевала ни одной медали.

## Результаты
Сборная Колумбии была представлена на Играх 35 спортсменами (32 мужчины и 3 женщины), выступавшими в 7 видах спорта: лёгкой атлетике, боксе, велоспорте, тяжёлой атлетике, плавании, стрельбе и парусном спорте (последний впервые был представлен Колумбией).
Медалей завоёвано не было. Лучший результат показал стрелок Хелмут Беллингродт, занявший 6-е место в стрельбе по «бегущему кабану». Он же нёс национальный флаг на церемонии открытия.
Велосипедная команда лишилась своего лидера — чемпиона Панамериканских игр 1975 года Балбино Харамильо, получившего травму за несколько дней до вылета. Тем не менее в групповой шоссейной гонке Альваро Пачон и Луис Карлос Манрике финишировали на 22-м и 23-м местах.
Единственной женщиной, вышедшей на старт, стала яхтсменка Беатрис де Лисоцки, дебютировавшая вместе с мужем Андрашем в классе «470» (22-е место).
Соревнования проходили на фоне бойкота 24 африканских стран, что привело к «вольт-аута́м» (техническим победам) в боксе и ряде других дисциплин, но не помогло колумбийцам продвинуться дальше первых раундов.
В итоге Олимпиада-1976 стала одной из самых неудачных для страны и прервала медальную серию, начатую в Мюнхене-1972, когда было завоёвано три медали.